# Parupeneus seychellensis
Parupeneus seychellensis är en fiskart som först beskrevs av Smith och Smith, 1963.  Parupeneus seychellensis ingår i släktet Parupeneus och familjen mullefiskar. Inga underarter finns listade i Catalogue of Life.